# قابل صرف‌نظر
یک کمیت قابل صرف‌نظر، کمیتی است که اثر آن در مقایسه با سایر کمیت‌های اثرگذار موجود، در حدی کوچک‌تر باشد که با توجه به حد خطای پذیرفته‌شده برای بررسی آثار کمیت‌های دخیل، بدون تأثیر باشد. این مفهوم در فیزیک، مهندسی و نیز تصمیم‌گیری‌های روزمره بسیار کارا است.